# 秦鍾午

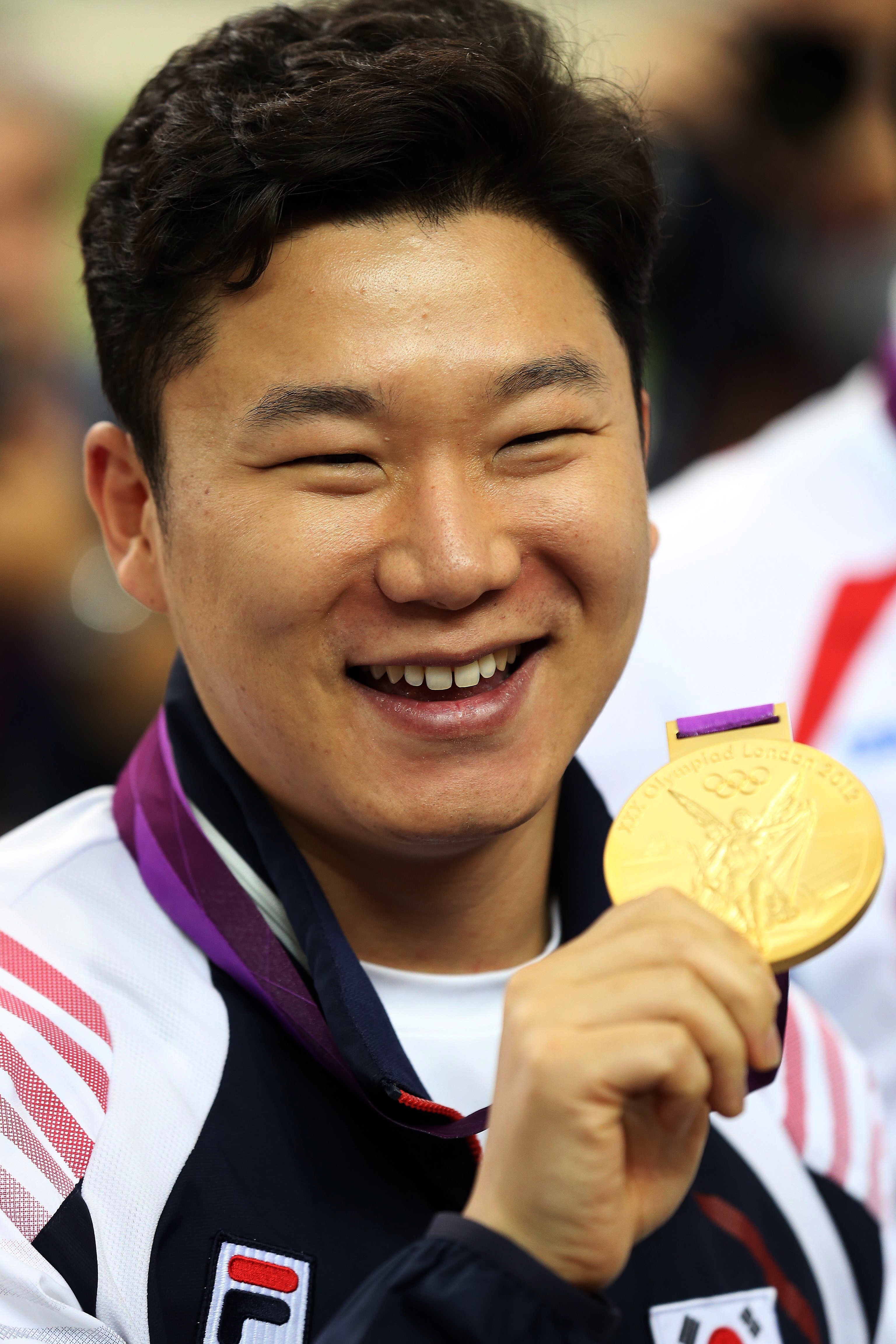
秦钟午

秦钟午（1979年9月24日—），韩国射击运动员。2008年奥运会男子50米氣手槍冠军，2012年伦敦奥运会男子10米氣手槍和50米手槍冠军，2016年奥运会男子50米手槍冠军。
此前他参加了雅典奥运会和北京奥运会，获得了雅典奥运会50米手枪的银牌和北京奥运会10米气手枪的银牌。